# 京东云
京东云（JD Cloud）是京东集团旗下的云计算综合服务提供商，提供基于云计算、大数据、人工智能和物联网技术的服务。

## 发展历程
京东云起源于京东集团内部对高效IT基础设施的需求。2014年，京东开始研发云计算技术，以支持其电子商务平台的运行。2016年4月，京东云正式推出公有云服务，发布基础云和数据云产品线，进入中国云计算市场。
2021年，京东云发布混合云操作系统“云舰”，兼容多种云平台和架构。2022年，“云舰2.0”升级，优化了多云兼容性和应用管理功能。2025年，京东云在世界人工智能大会（WAIC）上宣布开源企业级智能体“JoyAgent”，供企业开发AI应用。